# Baraúna (Paraíba)

Baraúna este un oraș în Paraíba (PB), Brazilia.